# Moravské noviny
Moravské noviny je souhrnné označení periodik, zpravidla deníků (i poledníků a večerníků) a týdeníků, vydávaných a distribuovaných na Moravě, v omezené míře i v okolních zemích. 

## Historie
Nejstarší noviny byly s největší pravděpodobností tištěny a vydávány po polovině 17. století v Olomouci. Prvním známým a dochovaným titulem je Monatliche Auszüge alt und neuer gelehrten Sachen vydávaný od roku 1747. 
Celkem v úhrnu za přibližně 300 let vývoje je to více než dva tisíce titulů ponejvíce v českém, německém, ale i v polském jazyce, ojediněle i v jidiš, esperantu, latině nebo moravštině. 
Nejznámějšími deníky byly v průběhu doby Tagesbote, Moravská Orlice, Lidové noviny, Moravské noviny (konkrétní list od 3. ledna 1860) a Rovnost. Noviny byly vydávány v mnoha různých lokalitách a městech, nejčastěji však v Brně a Olomouci. 
Moravské deníky byly zaměřeny všeobecně i odborně. Značná část z nich měla krátké trvání, několik málo vychází stále. Citelná část na Moravě vycházejících novin obsahem sledovala moravskou tematiku nebo tematiku teritoriálně vázanou na Moravu.

## Galerie

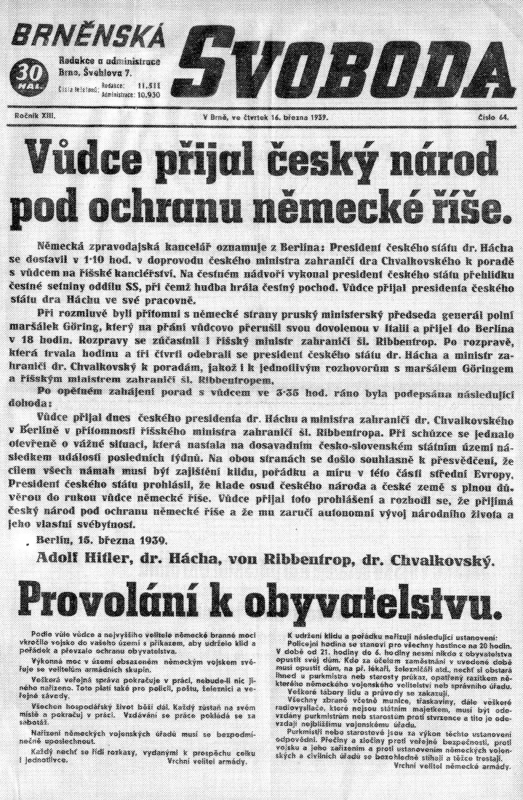
Brněnská Svoboda 1939
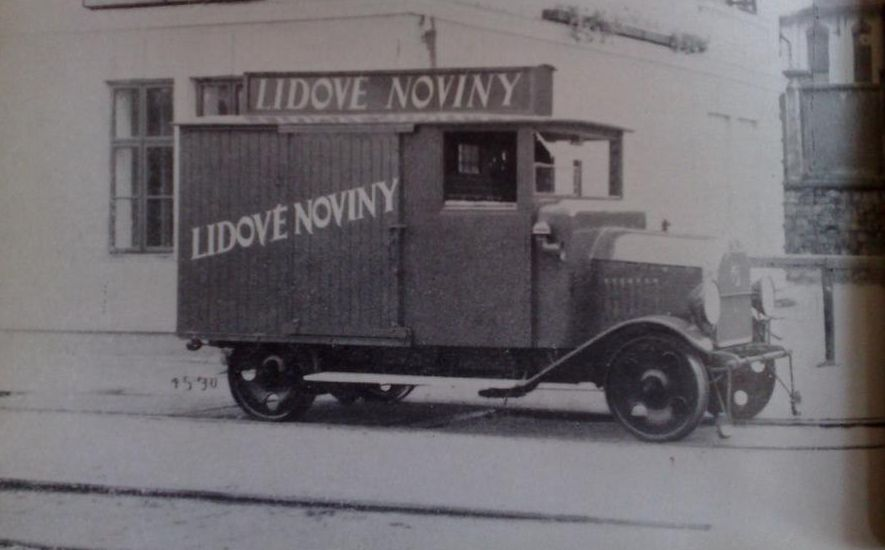
Distribuční vůz Lidových Novin
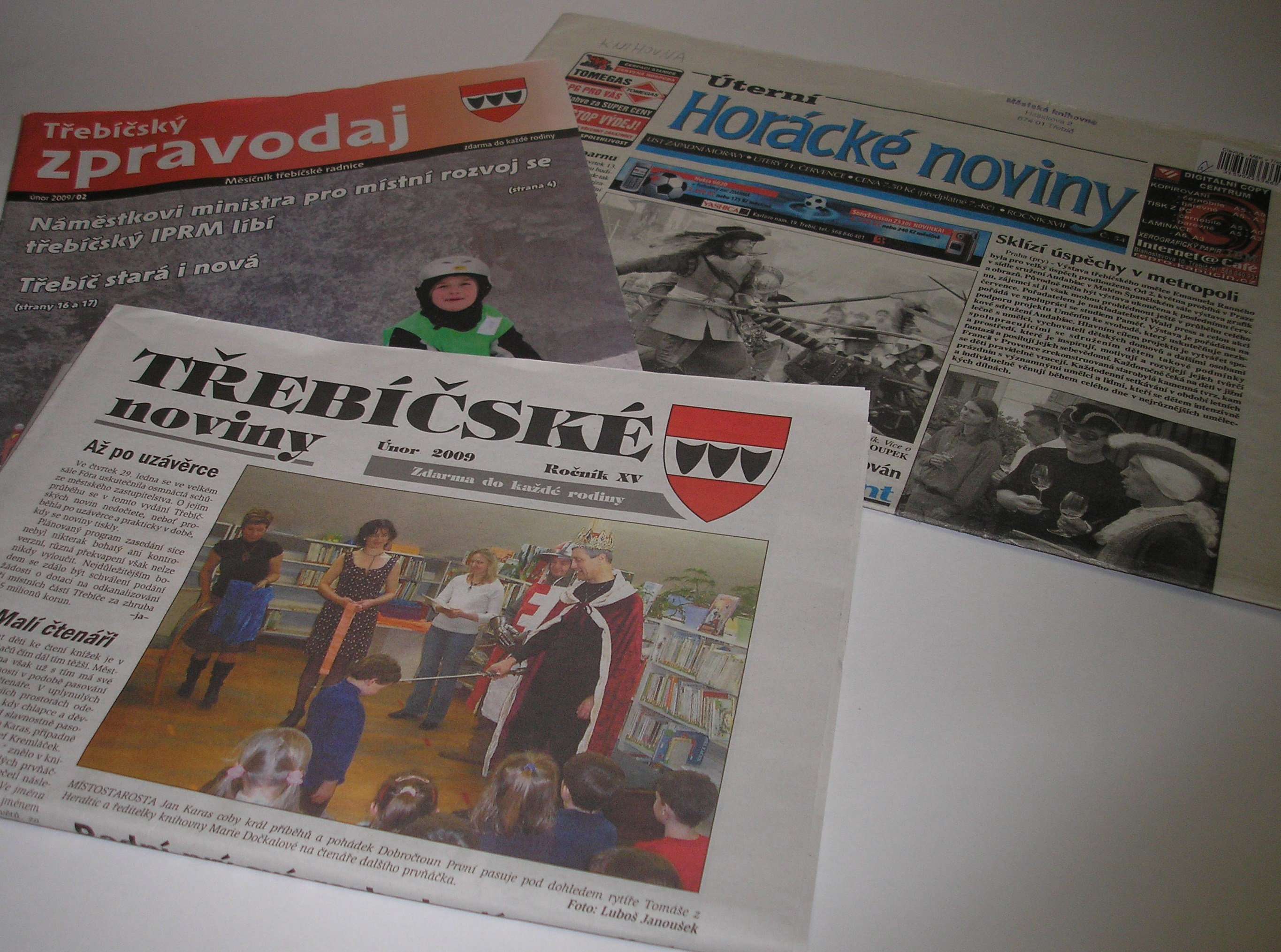
Třebíčské regionální noviny
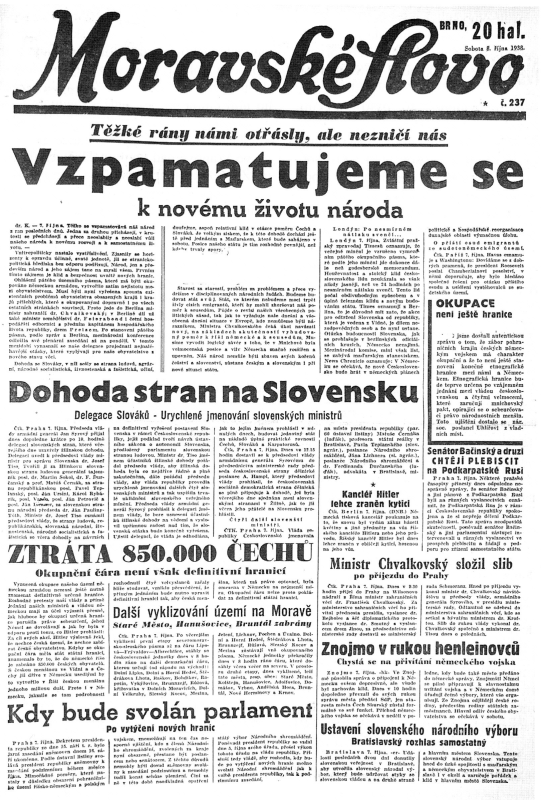
Moravské slovo Brno 8. října 1938
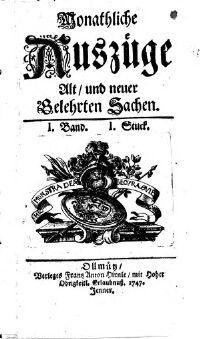
Olomoucké Monatliche Auszüge, první vydání leden 1747